# Piriac-sur-Mer
Piriac-sur-Mer est une commune de l'Ouest de la France, située dans le département de la Loire-Atlantique, en région Pays de la Loire. Elle fait partie du pays de Guérande, un des pays traditionnels de Bretagne.

## Géographie

Situation de la commune de Piriac-sur-Mer dans le département de la Loire-Atlantique.

### Situation
Piriac-sur-Mer est située sur la Côte d'Amour à l'extrême pointe de la presqu'île guérandaise, à 11 km au nord-ouest de Guérande et 25 km au nord-ouest de Saint-Nazaire.
La superficie de la commune est de 1 237 ha, soit un peu plus de 12 km2. Le Morbihan se situe à 18 km.
| Océan Atlantique | Océan Atlantique | Mesquer     |
| Océan Atlantique | Piriac-sur-Mer   |             |
| Océan Atlantique | Océan Atlantique | La Turballe |

### Géographie physique

#### Topographie
Le littoral a une longueur de plus de 9 km et comporte de nombreuses plages de sable fin et des plages de gravier ainsi que des falaises situées de part et d'autre de la pointe du Castelli.

#### Géologie

Piriac-sur-Mer fait partie, au niveau régional, de la ceinture de leucogranites associée au cisaillement sud-armoricain.

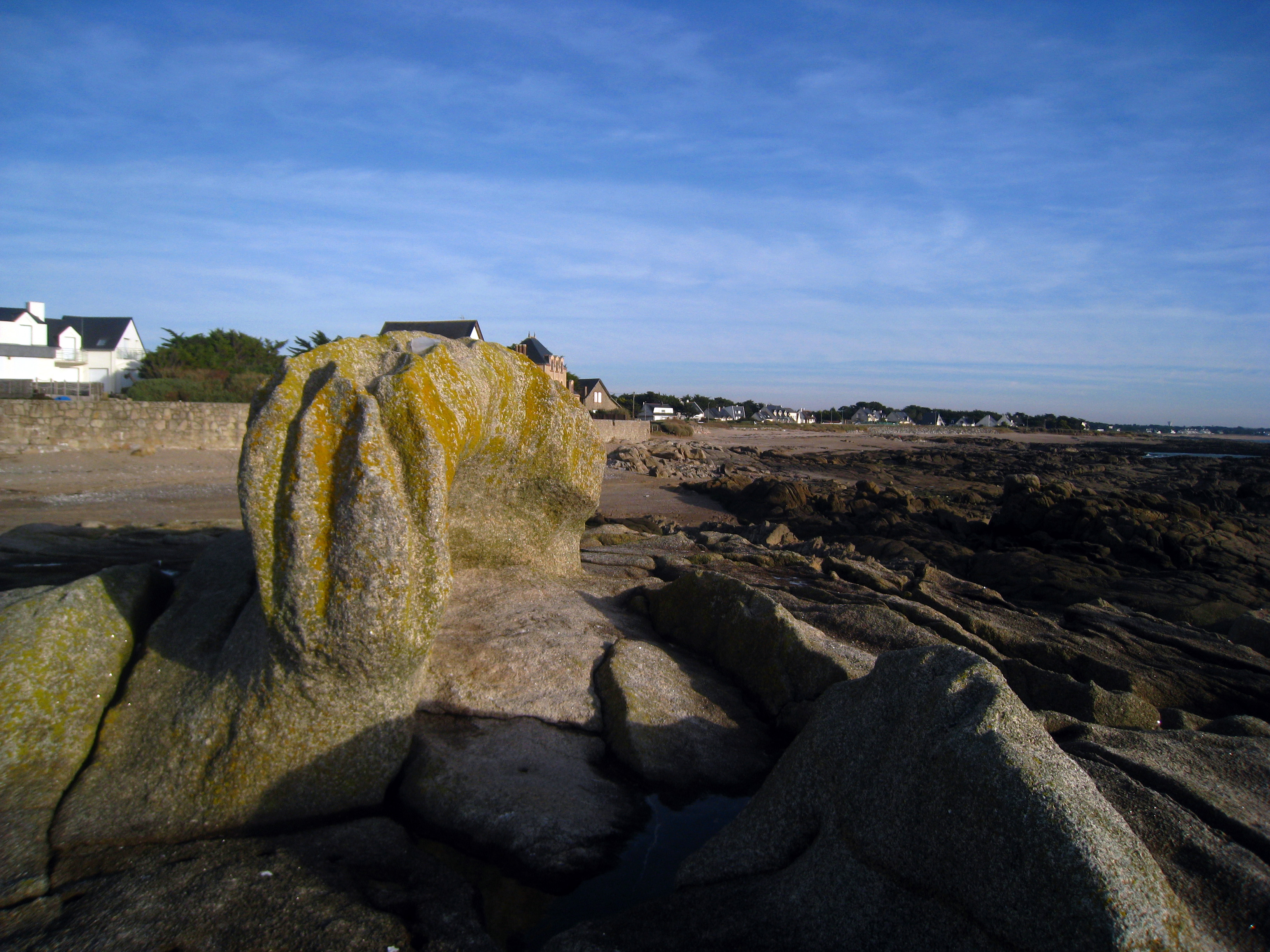
Le « tombeau d'Almanzor » (situé entre Piriac-sur-Mer et Lérat) est un tor dont la forme a fécondé l'imaginaire populaire, d'où ses microtoponymes et leur association à des légendes locales.

Au niveau régional, le territoire de Piriac est situé dans le domaine sud armoricain (plus précisément le domaine de l'anticlinal de Cornouaille) marqué par la phase orogénique bretonne de l'orogenèse varisque, au début du Carbonifère inférieur, ou Tournaisien, il y a environ 360 Ma. La collision continentale au cours de cette orogenèse hercynienne proprement dite se traduit dans le Massif armoricain par un métamorphisme général de basse-moyenne pression, formant les gneiss et micaschistes, par des phases de cisaillement et par une anatexie générant migmatites et granites. Elle se traduit enfin, par la mise en place  au sud du Massif armoricain, de nombreux leucogranites (à deux micas muscovite et biotite) intrusifs à travers les schistes cristallins, concomitamment aux cisaillements et à ce métamorphisme, cicatrisant ces déchirures. Piriac fait partie de cette grande ceinture de leucogranites qui correspond à un immense batholite mis en place dans des roches métamorphiques, seuls quelques plutons atteignant le Paléozoïque épimétamorphique. Ce batholite est subdivisé en plusieurs bandes (« rubans ») qui montrent une nette divergence vers l'Est : un axe majeur (Pointe du Raz - Nantes - Parthenay - Millevaches) à convexité nord-est (orienté N 110-130 °E ) associé au cisaillement sud-armoricain (décrochement dextre selon une orientation cadomienne dont le rejet horizontal atteindrait 500 km), auquel fait partie le Sillon de Bretagne ; au Sud de cet axe, une échine discontinue de moles syntectoniques (massifs granitiques de Trégunc, Pont-l'Abbé, Port-Louis-Ploemeur, Glénan-Quiberon-Houat-Hoedic- Noirmoutier, Piriac-Guérande-Saint-Père-en-Retz-La Roche-sur-Yon) allongés en direction sud-armoricaine dont le parallélisme avec le cisaillement sud-armoricaine incite à penser à l'influence indirecte d'une contrainte linéamentaire.
À la fin du Paléozoique, s'est développée une tectonique cassante fini et post-orogénèse varisque qui a initié la fragmentation et la dislocation du socle induré hercynien, composé de granites et de roches métamorphiques souvent plissées en anticlinaux et synclinaux. Cette tectonique induit l'individualisation de blocs basculés orientés NW-SE. L'un de ces blocs est souligné par un escarpement de faille rectiligne correspond au coteau de Guérande s'étendant sur 25 km depuis Piriac à l'Ouest (Pointe du Castelli) jusqu'à Saint-Nazaire à l'Est (Pointe de Chémoulin). La section de ce coteau, Piriac-sur-Mer / La Turballe, est caractérisée par une côte rocheuse tant sur les platiers que le long des falaises basses entrecoupées d'anses à plages sableuses.
L'ensemble des séries métamorphiques qui constituent le synforme de Piriac appartient à l'Unité de St Gilles-la Vilaine caractérisée par une série de micaschistes et de gneiss micacés porphyroclastiques datés de 477 +/-7 Ma (Ordovicien inférieur). Le leucogranite de Guérande apparaît symétriquement de chaque côté de ce pli. C'est un granite leucocrate, à grain grossier ou moyen, à paragenèse à muscovite dominante, biotite, et en partie égale quartz globuleux, feldspath microcline perthitique souvent subautomorphe et albite (An < 10) en cristaux bien maclés. La pointe du Castelli est classée géosite d'intérêt majeur pour ses affleurements et une curiosité géologique, le « tombeau d'Almanzor ».
La commune abrite une mine d'étain découverte en 1813 et une ancienne mine d'uranium sur le site de Pen ar Ran. Entre 1975 et 1989, 602 tonnes d'uranium ont été extraites de ce site, dont une partie à ciel ouvert.

### Géographie humaine

#### Morphologie urbaine
- L'agglomération principale, avec notamment la Vieille ville et ses maisons de granit[Note 4] éclairées de massifs d'hortensias et de roses trémières
- Les bourgs secondaires : Le Port-aux-Loups, Lérat[Note 5], Saint-Sébastien, etc.
- Hameaux et écarts

#### Le port
Piriac a un port à seuil en eau profonde, réservé aux bateaux de plaisance et aux quelques bateaux de pêche qui subsistent dans le port. Ce port est géré par la Chambre de commerce et d'industrie de Nantes et de Saint-Nazaire.

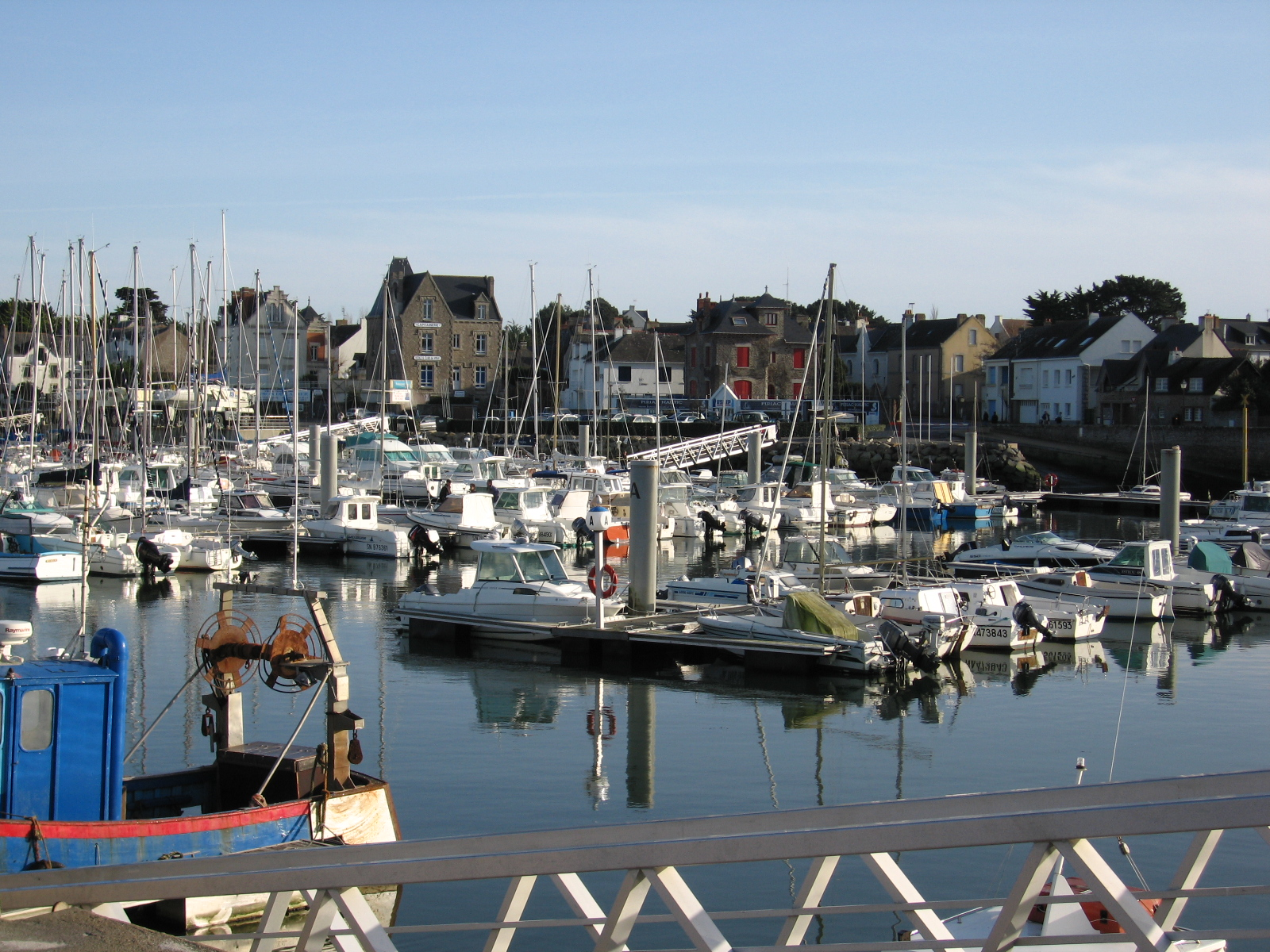
Vue du port depuis le môle.
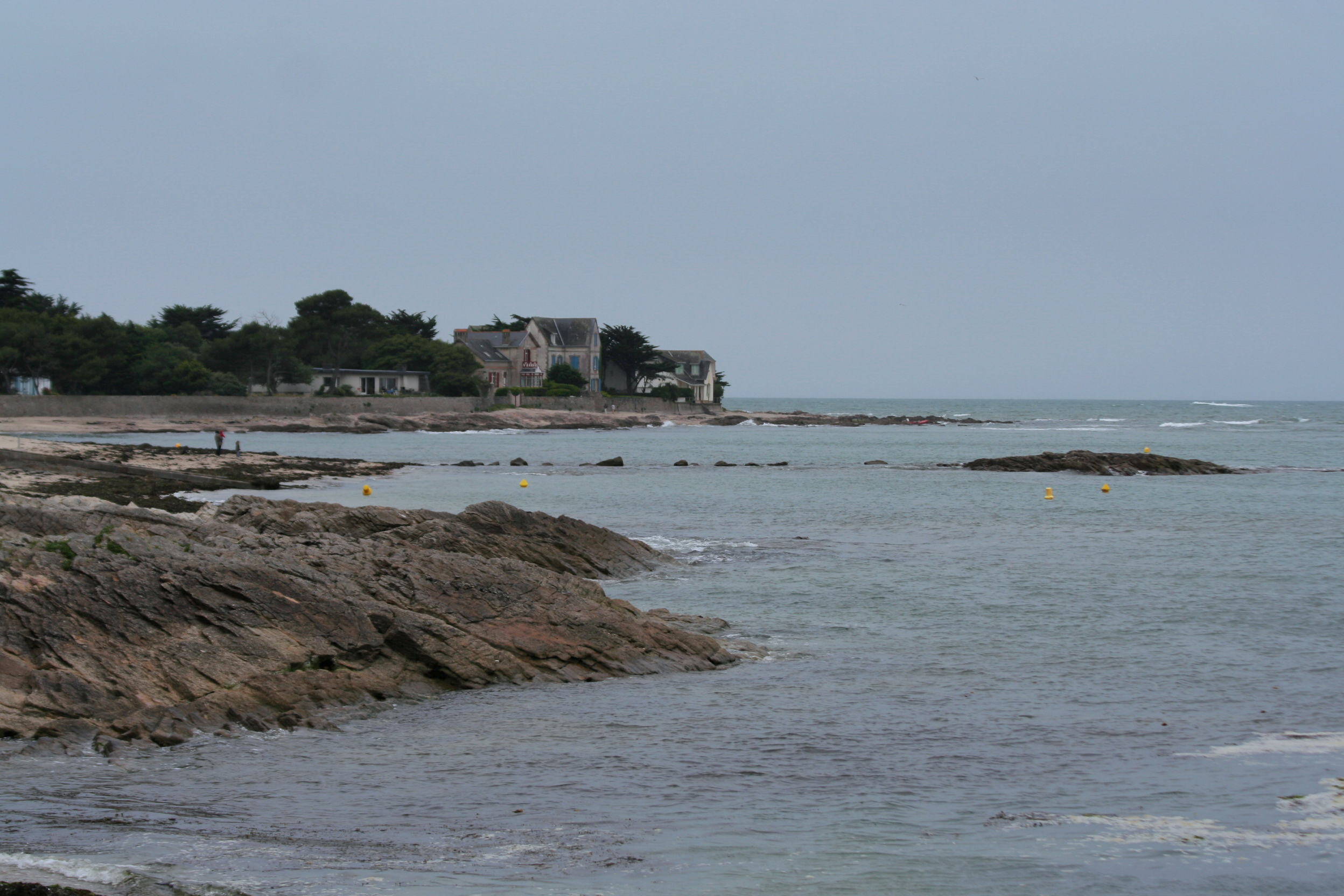
Front de mer.

Le phare

Panorama du port

Le phare est codifié sur la carte marine 7033 du SHOM Oc (2) WRG 6s 10/7M.
ce qui signifie :
- c'est un feu à secteurs (secteur W blanc, R rouge G vert) ;
- c'est un feu à occultations (Oc) ;
- c'est un feu à 2 occultations (2) ;
- la fréquence est de 6 secondes (6s) ;
- la portée est de 10 nautiques pour le secteur blanc et 7 nautiques pour les secteurs rouge et vert.

Il faut arriver par le secteur blanc.

### Climat
Pour des articles plus généraux, voir Climat des Pays de la Loire et Climat de la Loire-Atlantique.
En 2010, le climat de la commune est de type climat méditerranéen altéré, selon une étude du CNRS s'appuyant sur une série de données couvrant la période 1971-2000. En 2020, Météo-France publie une typologie des climats de la France métropolitaine dans laquelle la commune est exposée à un climat océanique et est dans la région climatique  Bretagne orientale et méridionale, Pays nantais, Vendée, caractérisée par une faible pluviométrie en été et une bonne insolation. 
Pour la période 1971-2000, la température annuelle moyenne est de 12,3 °C, avec une amplitude thermique annuelle de 12 °C. Le cumul annuel moyen de précipitations est de 796 mm, avec 12,6 jours de précipitations en janvier et 6,1 jours en juillet. Pour la période 1991-2020, la température moyenne annuelle observée sur la station météorologique de Météo-France la plus proche, sur la commune de Billiers à 18 km à vol d'oiseau, est de 12,4 °C et le cumul annuel moyen de précipitations est de 839,9 mm,. Pour l'avenir, les paramètres climatiques de la commune estimés pour 2050 selon différents scénarios d'émission de gaz à effet de serre sont consultables sur un site dédié publié par Météo-France en novembre 2022.

## Urbanisme

### Typologie
Au 1er janvier 2024, Piriac-sur-Mer est catégorisée commune rurale à habitat dispersé, selon la nouvelle grille communale de densité à sept niveaux définie par l'Insee en 2022.
Elle appartient à l'unité urbaine de La Turballe, une agglomération intra-départementale regroupant deux  communes, dont elle est une commune de la banlieue,,. La commune est en outre hors attraction des villes,.
La commune, bordée par l'océan Atlantique, est également une commune littorale au sens de la loi du 3 janvier 1986, dite loi littoral. Des dispositions spécifiques d’urbanisme s’y appliquent dès lors afin de préserver les espaces naturels, les sites, les paysages et l’équilibre écologique du littoral, tel le principe d'inconstructibilité, en dehors des espaces urbanisés, sur la bande littorale des 100 mètres, ou plus si le plan local d’urbanisme le prévoit.

### Occupation des sols
Le tableau ci-dessous présente l'occupation des sols de la commune en 2018, telle qu'elle ressort de la base de données européenne d’occupation biophysique des sols Corine Land Cover (CLC).
| Type d’occupation                                                                   | Pourcentage | Superficie (en hectares) |
| ----------------------------------------------------------------------------------- | ----------- | ------------------------ |
| Tissu urbain discontinu                                                             | 31,8 %      | 384                      |
| Zones industrielles ou commerciales et installations publiques                      | 2,9 %       | 35                       |
| Équipements sportifs et de loisirs                                                  | 6,0 %       | 72                       |
| Terres arables hors périmètres d'irrigation                                         | 19,7 %      | 238                      |
| Prairies et autres surfaces toujours en herbe                                       | 4,1 %       | 50                       |
| Systèmes culturaux et parcellaires complexes                                        | 18,5 %      | 223                      |
| Surfaces essentiellement agricoles interrompues par des espaces naturels importants | 5,3 %       | 64                       |
| Forêts de feuillus                                                                  | 2,2 %       | 27                       |
| Forêts mélangées                                                                    | 8,4 %       | 101                      |
| Landes et broussailles                                                              | 0,25 %      | 3                        |
| Zones intertidales                                                                  | 0,75 %      | 9                        |
| Source : Corine Land Cover                                                          |             |                          |

## Toponymie
Le nom de la localité est attesté sous les formes Penceriac en 861,  Plebs Keriac en 862, Penkeriac en 1084, Penheuryaco et Penkerac en 1112, Penchevriac en 1271, Pereac en 1287, Pehereac en 1330, Pihirriac en 1426, Pezerac au XVe siècle, Pihiriac en 1566, Pihiryat et Pirihac en Guerande au XVIe siècle, Piriac en 1630.
Le toponyme serait issu du breton penn « tête » (ici :« cap », « pointe », voir le nom de la pointe « Pen ar Ran »), et de l'anthroponyme gallo-romain Cariacus ou association du breton penn avec un toponyme gaulois ou gallo-romain en -(i)acum préexistant : *Cariacum, fondé sur le nom de personne gaulois Carius. cf. Cayrac, Charey, Chéry, etc.
La forme bretonne actuelle proposée par l'Office public de la langue bretonne est Penc'herieg.
En gallo, l'une des langues d'oïl de Haute-Bretagne, Piriac se prononce [pirjɑ̈]. La forme écrite contemporaine Piria est commune aux écritures ABCD et MOGA. Le gallo n'a jamais été la langue vernaculaire à Piriac, commune historique de Basse-Bretagne.[réf. nécessaire]

## Histoire
Site déjà occupé pendant la Préhistoire, des mégalithes y sont encore visibles.
Piriac-sur-Mer connaît aussi une occupation gauloise et gallo-romaine. En effet, les fondements d'une ferme datée de La Tène moyenne ont été mis au jour. S'y concentraient des activités d'agriculture et d’élevage mais aussi salicoles. Le site est occupé jusqu'au premier siècle de notre ère sans réels changements. Vers 130 ap. J.-C., l'habitat se transforme radicalement, laissant place à une petite villa gallo-romaine occupant une surface d'un hectare. Le site entame un déclin progressif à partir du IVe siècle et sera définitivement abandonné au cours du Ve siècle ou du VIe siècle.
Waroch se serait installé à Aula Quiriaca, lieu-dit cité sous cette forme latinisée dans le Cartulaire de Redon ainsi que sous la forme bretonne Lesguiriac, et localisé entre le bourg actuel et l'encart de Lérat. Ce toponyme qui signifie « la cour, demeure de Kiriac » renforce l'hypothèse de l'équivalence Kiriac / Waroch[pas clair].
Sous domination bretonne depuis le VIe siècle, officiellement intégré à la Bretagne en 851 avec l'ensemble de l'évêché de Nantes, Piriac appartient au pays guérandais, en breton Bro Wenrann.[réf. nécessaire]
La ville est une productrice de vin dès le IXe siècle grâce à une variété de raisin appelé « Aulny ». Le vignoble piriacais acquiert une certaine renommée, si bien que le bourg exploite une plus grande surface de vigne que Mesquer et même de Guérande, et exporte du vin vers Nantes et en Angleterre. L'activité viticole cesse avec l'épidémie de phylloxéra (années 1860). On trouve dans la campagne alentour les vestiges de cette agriculture avec les vignes poussant au milieu des ronces, et dans le bourg, un pressoir.
C'est au XVIIe siècle que Piriac connaît son plein essor économique, la pêche étant pratiquée vers Terre-Neuve. Au XVIIIe siècle Piriac se spécialise dans la pêche aux harengs et à la sardine qui décline au XIXe siècle, les piriacais non agriculteurs se tournant à cette époque vers l'administration, l'armée, la Royale ou les Douanes. Le premier môle du port est construit en 1758. Les dernières conserveries ferment durant les années 1970.
Piriac a longtemps été un lieu stratégique, car elle est située près de l'embouchure de la Vilaine et possède en outre une île - l'île Dumet - qu'un fort occupe toujours aujourd'hui. Les Anglais tiendront d'ailleurs l'île pendant de longues décennies au XVIIIe siècle avant d'en être chassés par les Français. Piriac possède plusieurs forts de garde le long de la côte. Village typique, classé petite cité de caractère, Piriac accueillera notamment Émile Zola qui habita près de l'église, Alphonse Daudet qui résida sur le port et d'autres curieux en quête d'exotisme culturel.
En 1974, le Commissariat à l'énergie atomique (CEA) lance  l'exploitation  d'une  mine d'uranium sur le gisement de Pen-Ar-Ran à Piriac-sur-Mer. La mine est exploitée à ciel ouvert pendant deux ans, puis la Compagnie générale des matières nucléaires (COGEMA) réalise des travaux miniers souterrains jusqu'en 1990. En novembre 2014, un collectif local intitulé Cap Radioactivité dénonce les écarts existant entre les mesures de radioactivité d’Areva et celles de la Criirad[réf. nécessaire].
Aujourd'hui, Piriac-sur-Mer vit essentiellement du tourisme et de la plaisance. Une partie de l'ancien village est protégée[réf. nécessaire].

## Langues
On estime que la langue bretonne s'est maintenue à Piriac jusqu'à la fin du XVIIe siècle. Un témoignage recueilli vers 1900 par Paulin Benoist auprès d'un certain Ernest Rio dont le père, né à Piriac, avait connu vers 1830 des vieux Piriacais parlant encore le breton[réf. nécessaire]. Il n'existe malheureusement aucune note ni étude précise sur le dialecte breton parlé autrefois à Piriac : celui-ci était probablement très proche du breton de Batz-sur-Mer, lui-même proche du breton vannetais.
On dispose seulement de trois mots bretons collectés sur place par Édouard Richer en 1823 : morgouilh, méduse, garelé, plie (sorte de poisson), et kourikan, korrigan, lutin[réf. nécessaire]. Rien ne prouve qu'il ait rencontré des bretonnants : ces trois mots sont encore employés dans le gallo local, qui comprend de nombreux autres bretonnismes dont pourhic, « coquillage grain de café » (de pourc'hig, petit cochon).
De même, plus de 80% de la toponymie piriacaise est d'origine bretonne :
- Pointe du Castelli (Castellic 1572 ; de kastellig : petit château) ;
- Kervin (Kaeruuen IXe siècle ; de Ker Gwenn : le village blanc) ;
- Le Closillot noté aussi Le Closio (Sclusigo 1572 ; de skluzigoù : les petites écluses) ;
- Port-Kennet (Port Guennec XVe siècle : contient le nom d'homme Le Guennec) ;
- Kerdrien (K/drean 1572 ; soit Ker Drean) ;
- Pierres du Meniscoul (de menez skoul : la montagne du milan) ;
- L'Erven (an ervenn : le sillon) ; etc.

## Emblèmes

### Héraldique
| Blason | Blasonnement : De sable à la bande d'or. Commentaires : Simplification d'un ancien blason qui était de sable à la bande d'or, broché sur une ancre de marine d'or, avec la devise Retineat Et Salvet. Blason paroissial (Grand Armorial de France – 1697). Brevet d'Hozier ; blason enregistré le 11 avril 1969. |

### Devise
La devise de Piriac-sur-Mer : Retineat Et Salvet.

## Population et société

### Démographie
Selon le classement établi par l'Insee, Piriac-sur-Mer fait partie de l'aire urbaine et de la zone d'emploi de Saint-Nazaire et de l'unité urbaine et du bassin de vie de La Turballe. Toujours selon l'Insee, en 2010, la répartition de la population sur le territoire de la commune était considérée comme « peu dense » : 98 % des habitants résidaient dans des zones « peu denses »  et 2 % dans des zones « très peu denses ».

#### Évolution démographique
L'évolution du nombre d'habitants est connue à travers les recensements de la population effectués dans la commune depuis 1793. Pour les communes de moins de 10 000 habitants, une enquête de recensement portant sur toute la population est réalisée tous les cinq ans, les populations de référence des années intermédiaires étant quant à elles estimées par interpolation ou extrapolation. Pour la commune, le premier recensement exhaustif entrant dans le cadre du nouveau dispositif a été réalisé en 2006.

En 2022, la commune comptait 2 663 habitants, en évolution de +17,78 % par rapport à 2016 (Loire-Atlantique : +6,68 %, France hors Mayotte : +2,11 %).
| 1793  | 1800 | 1806 | 1821  | 1831  | 1836  | 1841  | 1846  | 1851  |
| ----- | ---- | ---- | ----- | ----- | ----- | ----- | ----- | ----- |
| 1 054 | 763  | 981  | 1 056 | 1 093 | 1 161 | 1 204 | 1 266 | 1 350 |

| 1856  | 1861  | 1866  | 1872  | 1876  | 1881  | 1886  | 1891  | 1896  |
| ----- | ----- | ----- | ----- | ----- | ----- | ----- | ----- | ----- |
| 1 295 | 1 200 | 1 303 | 1 310 | 1 320 | 1 375 | 1 470 | 1 277 | 1 277 |

| 1901  | 1906  | 1911  | 1921  | 1926  | 1931  | 1936  | 1946  | 1954  |
| ----- | ----- | ----- | ----- | ----- | ----- | ----- | ----- | ----- |
| 1 301 | 1 406 | 1 438 | 1 283 | 1 166 | 1 139 | 1 083 | 1 109 | 1 152 |

| 1962  | 1968  | 1975  | 1982  | 1990  | 1999  | 2006  | 2011  | 2016  |
| ----- | ----- | ----- | ----- | ----- | ----- | ----- | ----- | ----- |
| 1 127 | 1 134 | 1 110 | 1 263 | 1 442 | 1 900 | 2 254 | 2 173 | 2 261 |

| 2021  | 2022  | - | - | - | - | - | - | - |
| ----- | ----- | - | - | - | - | - | - | - |
| 2 516 | 2 663 | - | - | - | - | - | - | - |

#### Pyramide des âges
La population de la commune est relativement âgée.
En 2018, le taux de personnes d'un âge inférieur à 30 ans s'élève à 18,7 %, soit en dessous de la moyenne départementale (37,3 %). À l'inverse, le taux de personnes d'âge supérieur à 60 ans est de 53,6 % la même année, alors qu'il est de 23,8 % au niveau départemental.
En 2018, la commune comptait 1 045 hommes pour 1 194 femmes, soit un taux de 53,33 % de femmes, légèrement supérieur au taux départemental (51,42 %).
Les pyramides des âges de la commune et du département s'établissent comme suit.
| Hommes | Classe d’âge | Femmes |
| ------ | ------------ | ------ |
| 1,6    | 90 ou +      | 4,5    |
| 12,1   | 75-89 ans    | 18,7   |
| 35,9   | 60-74 ans    | 33,8   |
| 18,3   | 45-59 ans    | 17,7   |
| 10,3   | 30-44 ans    | 9,4    |
| 11,4   | 15-29 ans    | 7,1    |
| 10,5   | 0-14 ans     | 8,8    |

| Hommes | Classe d’âge | Femmes |
| ------ | ------------ | ------ |
| 0,6    | 90 ou +      | 1,8    |
| 6      | 75-89 ans    | 8,6    |
| 15,1   | 60-74 ans    | 16,4   |
| 19,4   | 45-59 ans    | 18,8   |
| 20,1   | 30-44 ans    | 19,3   |
| 19,2   | 15-29 ans    | 17,4   |
| 19,5   | 0-14 ans     | 17,6   |

## Culture et patrimoine

### Éléments principaux
Le centre ville est de style breton avec de vieilles maisons du XVIIe siècle, à pignon et toiture et forte pente. Elles forment un ensemble compact, à dominante de granit gris. L'ancien hôtel du port a été bâti en 1626, et agrémenté plus tard d'une tourelle en tuffeau. 

Au milieu de ce centre historique se trouve une église massive, construite en 1766, à l'emplacement de la précédente qui menaçait de ruine. Sa nef unique est en forme de croix. Le clocher, une tour carrée, est couvert d'un dôme à pans. À l'intérieur, plusieurs éléments sont classés : le bénitier en granit du XVIe siècle, le Christ en bois peint du XVIIe siècle, le retable du XVIIIe siècle.

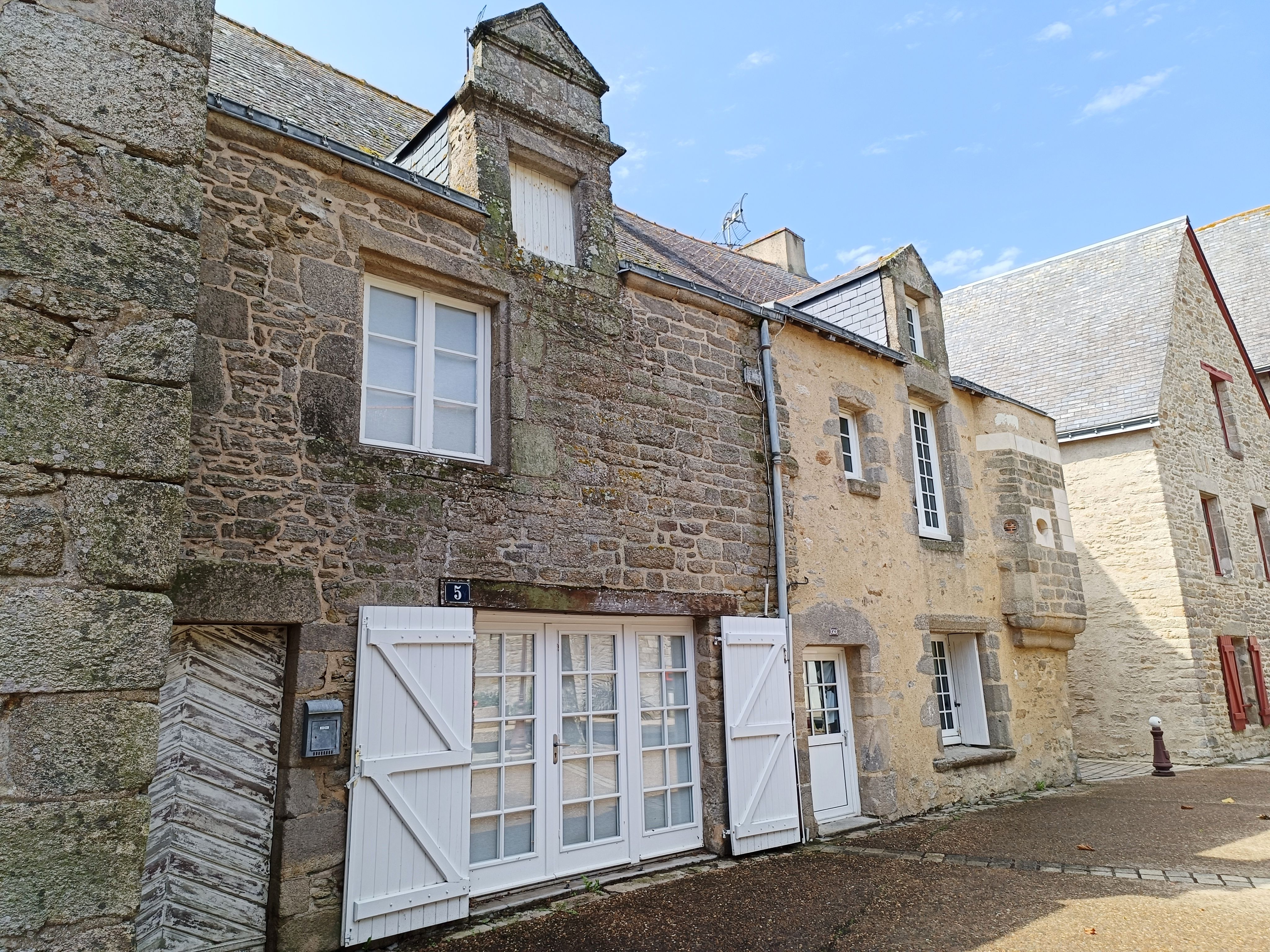
Maisons de style breton en granit
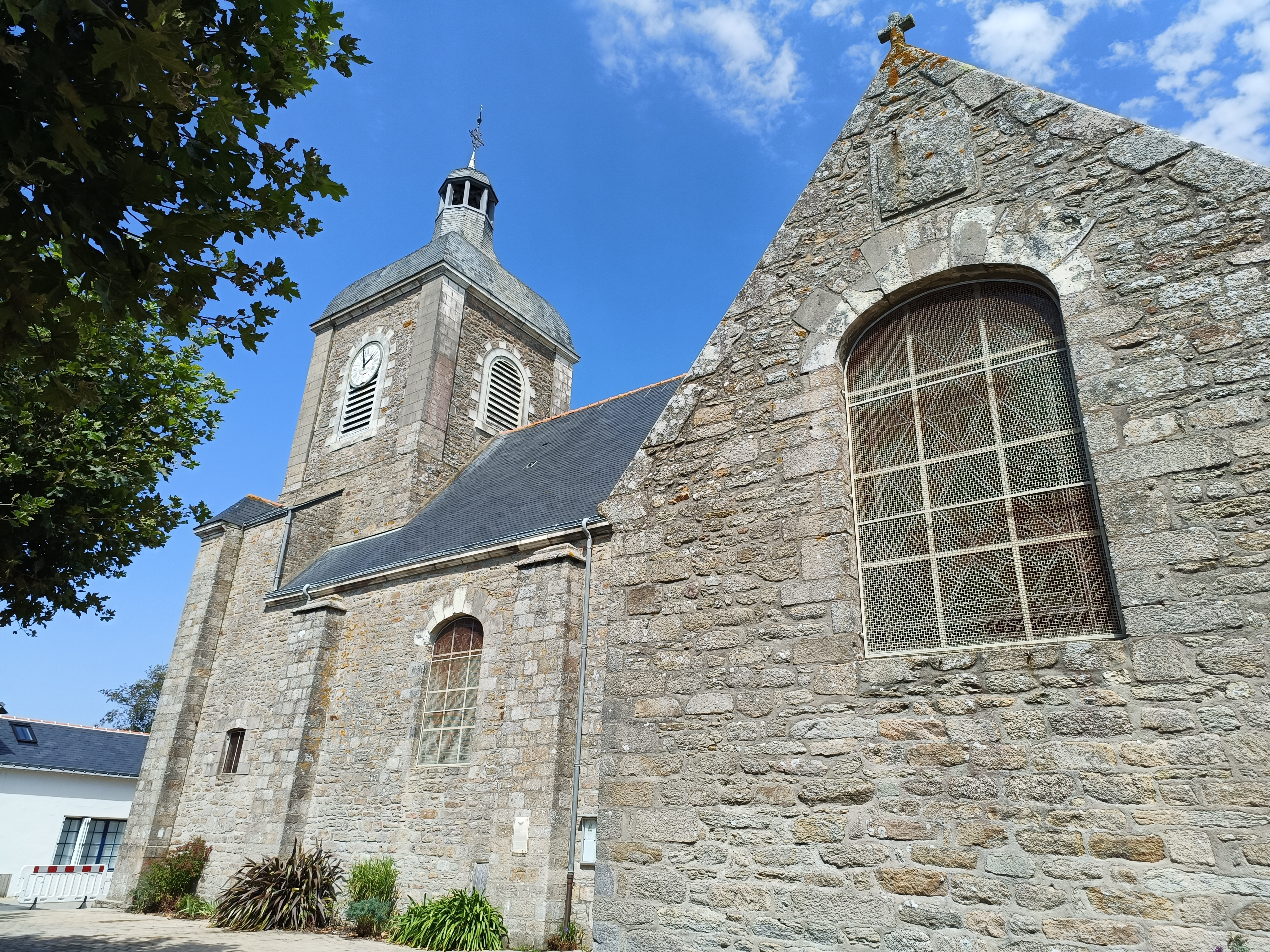
Église Saint-Pierre-ès-Lien
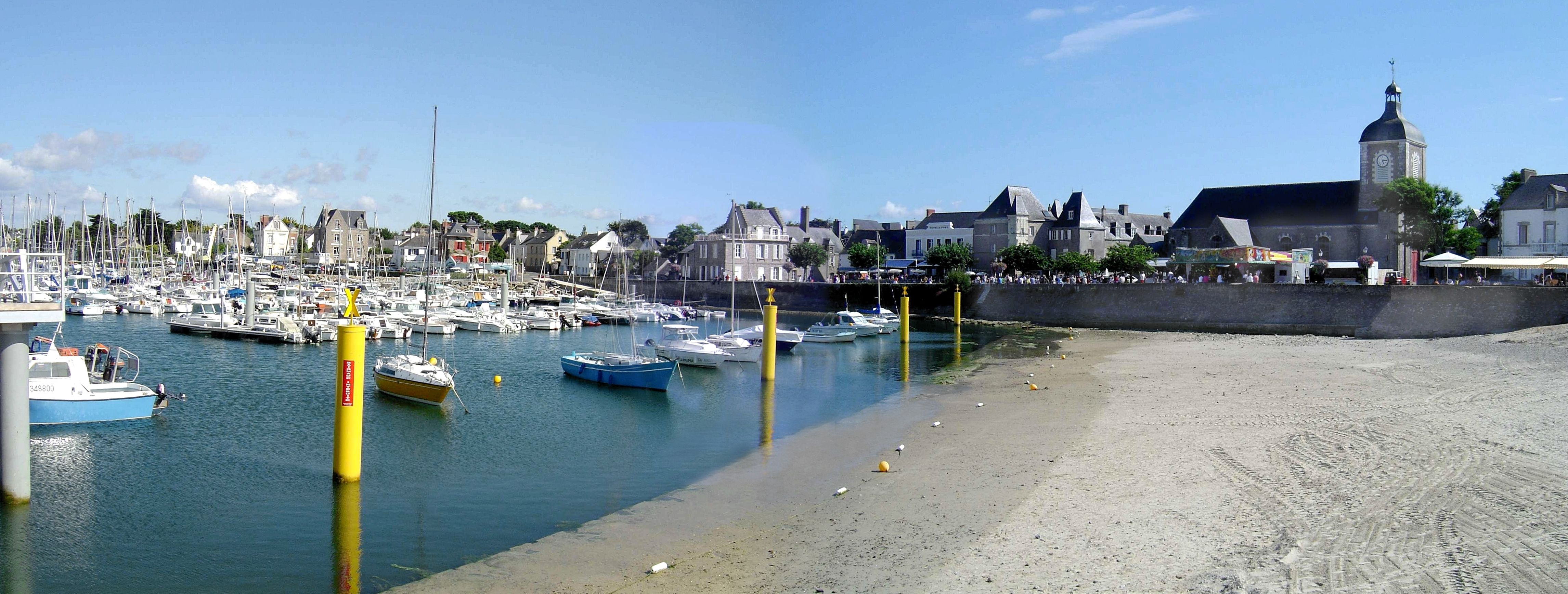
Port et église vus de la plage
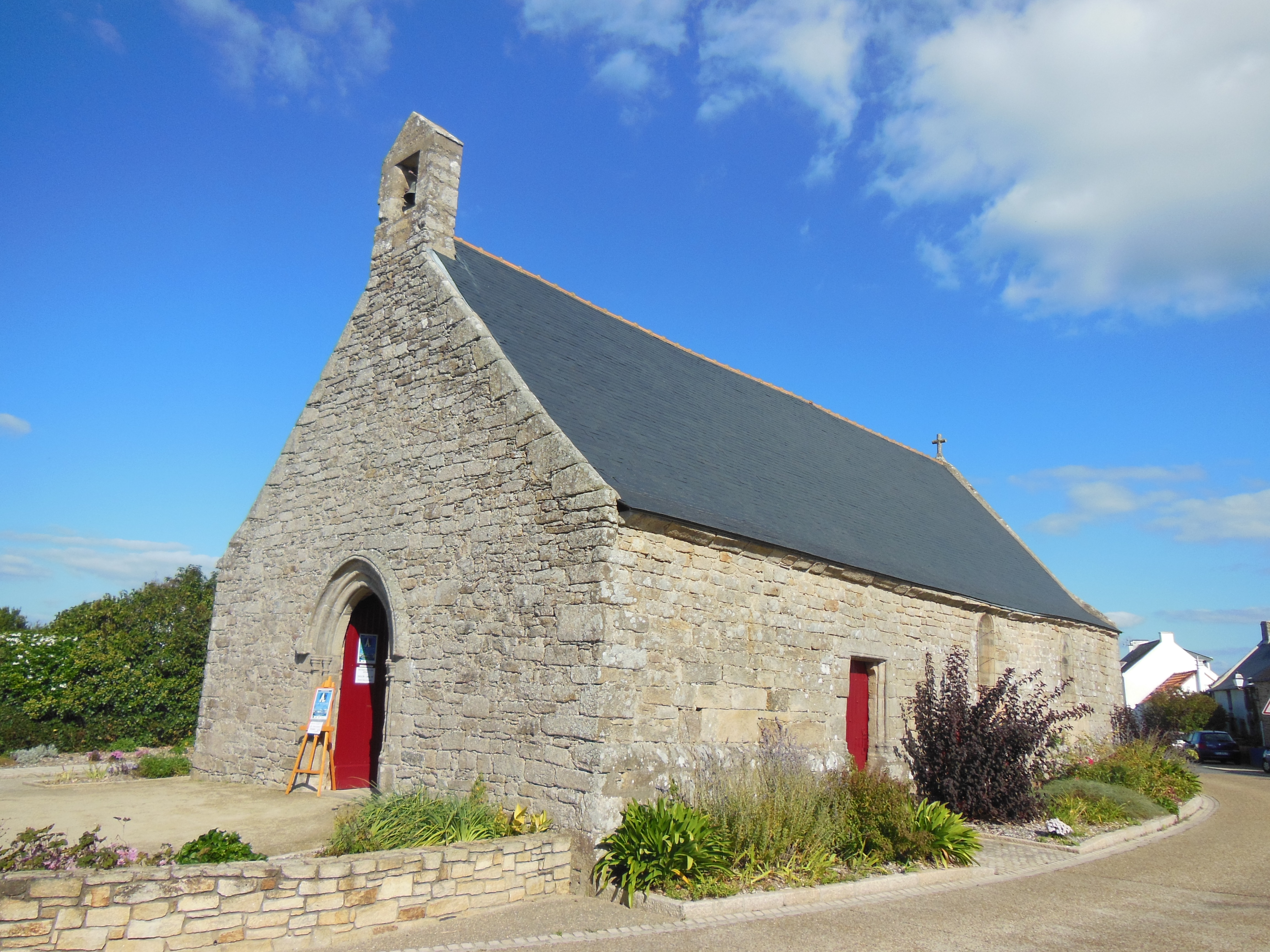
Chapelle Saint-Sébastien

Les ruelles fleuries et les murs de granit aux pierres polies par le temps sont le théâtre des animations estivales organisées par la commune : concerts, marché des artisans et soirées à thème.
Les jardins de la mairie abritent un mégalithe appelé « pierre du Méniscoul » (parfois « pierre de Méniscoul »), dont les gravures sont érodées. Il s'agirait du plus vieux mégalithe de la Loire-Atlantique, ses gravures semblant dater de l'âge du bronze. Cette pierre a été inscrit au titre des monuments historiques par arrêté du 3 mai 2006, alors qu'elle se trouvait sur le site des cartes du Diable, route de Saint-Sébastien. Lors de ce classement, la possibilité d'une datation plus récente des gravures est évoquée, l'érosion due à la salinité pouvant avoir été à l'origine de l'absence de traces d'utilisation d'un percuteur en métal, élément déterminant pour la datation à l'âge du bronze.
Le monument commémoratif aux huit victimes de l'accident d'un bombardier américain B-17, lors de la Seconde Guerre mondiale, le 23 novembre 1942, au large de la côte de Piriac (vers le domaine de Villeneuve), a été érigé en 2003 par la commune, et inauguré par un des deux survivants, Peter Fryer.
La commune possède d'autres éléments notables : la chapelle Saint-Sébastien de Piriac-sur-Mer, la croix de Pen-ar-Ran, le sémaphore de Piriac et le sentier des douaniers.

### Autres
- Sentier botanique[Note 12]
- Ancien hôtel du port, bâti en 1626, agrémenté plus tard d'une tourelle en tuffeau[Note 13]
- Manoir Castel Marie[Note 14]
- Maison Walewski[Note 15]
- Maison du patrimoine, créée par une association de bénévoles fondée en 1989[65]
- Manoir Castel-Fleuri[Note 16]
- Demeure du Castel Rado (1626)[Note 17]

## Personnalités liées à la commune
- Waroch, roi du Broërec au VIe siècle, avait une résidence située près de Lérat (actuellement à la limite avec la commune de La Turballe), il venait régulièrement à Piriac-sur-Mer ;
- Au XIXe siècle, des personnalités sont venues en villégiature et ont ainsi marqué l'histoire de la commune par leur présence ;
  - Émile Zola : une plaque commémorative de son séjour se trouve sur une maison près de l'église ; il a écrit une nouvelle, les Coquillages de Monsieur Chabre lors d'un séjour estival à Piriac ;
  - Alphonse Daudet : il a séjourné en 1874 et 1875 à Piriac-Sur-Mer. Le village est décrit dans "La moisson au bord de la mer" inclus dans les Contes du lundi daté de 1875, comme "ce petit village perdu au milieu des rochers, intéressant par son double côté marin et pastoral" ;
  - Alphonse de Chateaubriant (1877-1951), Prix Goncourt 1911, proche de Romain Rolland, chantre de La Brière, titre de l'ouvrage pour lequel il a reçu le Grand Prix de l'Académie française en 1923.

- Henri Quilgars, archéologue et historien, a été maire de Piriac-Sur-Mer dans les années 1930 ;
- Les parents de René Guy Cadou étaient instituteurs à Piriac-Sur-Mer dans les années 1910 avant de partir pour Sainte-Reine-de-Bretagne ;
- Albert Goutal (1918-2009), cycliste professionnel, natif de Piriac-sur-Mer ;
- Elmer Food Beat, groupe de rock qui y a fait ses débuts ;
- Jean-Paul Belmondo y allait en vacances durant sa jeunesse. Ses cendres furent dispersées dans la maison de son enfance.